# СД Црвена звезда
Спортско друштво Црвена звезда из Београда је спортско друштво које обухвата велики број клубова који се такмиче у одређеним спортским дисциплинама. Клубови Црвене звезде су освојили 891 трофеја . Од тога 857 титуле националног шампиона, националног купа или суперкупа, 10 европских трофеја од којиx je 8 титула европског првака, 19 титула регионалног шампиона и 5 титуле светског првака. Црвена звезда је најуспешније спортско друштво у Србији.
Навијачи СД Црвена звезда називају се Делије север. Навијачка група је основана 1989. године. У оквиру спортског друштва постоје готово сви спортови, али најпознатији је ФК Црвена звезда.

## Историја
Црвена звезда је основана 4. марта 1945. године у једној малој сали у Делиградској улици у Београду. Оснивачи клуба су говорили да се дуго већало око имена друштва, али се већина слаже да су "кумови" били Слободан Ћосић и Зоран Жујовић. Ћосић је предлагао име Звезда, а Жујовић је спонтано додао: "Ако је Звезда нека буде црвена". Међу оснивачима су такође били: Светозар Глигорић, Небојша Поповић, Мира Петровић и Милован Ћирић. Од првобитног фискултурног клуба са бројним секцијама, Црвена звезда је прерасла у спортско друштво које обухвата клубове у скоро свим спортским гранама. Истовремено са оснивањем, друштво је почело да делује у осам секција: лако-атлетска, веслачка, кошаркашка, одбојкашка, фудбалска, шаховска, стонотениска и пливачка. Тог првог пролећа, у тих 8 секција, Звездин грб носило је око 350 спортиста. Многи од њих су били руководиоци и спортисти у исто време.
Годину дана касније, Црвена звезда се спаја са фискултурним друштвом "Студент" и постаје Омладинско-студентско фискултурно друштво Црвена звезда. 1948. године секције друштва прерастају у клубове, а већ наредне 1949. године асоцијација тих клубова прераста у Спортско друштво Црвена звезда. Убрзо се формирају и многи други клубови.
Међутим, долази период прве велике кризе Спортског друштва у целини, крајем педесетих и почетком шездесетих. Спортско друштво је постојало само на папиру. Једини клубови који су и тада чврсто били у врху домаћег спорта, и били шампиони, били су фудбалери и кошаркашице. Ипак, 1963. године група старих звездаша покреће иницијативу да се обнови рад Спортског друштва. За председника се бира Мирко Поповић, али су и многе друге личности из јавног живота биле у врху руководства. Убрзо са консолидацијом друштва долази до ревитализације клубова и успостављања система рада у њима. Од круцијалног значаја како за Фудбалски клуб, тако и за читаво друштво, била је изградња новог стадиона. Спортско друштво је лагано расло као и сви клубови у њему, да би почетком седамдесетих до успеха долазило као на траци. Почетак седамдесетих је означен као "први златни период" спортског друштва. Илустрације ради: у 1972. години СД Црвена звезда је у сениорској конкуренцији имала 12 екипних шампиона Југославије, 6 победника Купа, кошаркашки победници Купа победника Купова Европе, а 4 екипе играле су у полуфиналу Купа европских шампиона. У јуниорској конкуренцији, такође је те године остварено безброј шампиона екипно и појединачно. У већини спортова, те олимпијске 1972. године репрезентативци су били из Црвене звезде.
"Други златни период" за спортско друштво десио се осамдесетих и почетком деведесетих. Поред великог броја домаћих титула, Црвена звезда постаје још битнија на читавом континенту. Прво кошаркашице долазе до титуле Шампиона Европе, затим титулу првака Европе освајају атлетичари, а након тога и фудбалери поред титуле првака Европе придодају и Интерконтинентални куп - трофеј намењен најбољем клубу на свету. Поред екипних, дошло је и до индивидуалних успеха: тенисер Боба Живојиновић се пробио у сам светски врх; за апсолутно и званично најбољу на планети проглашена је Јасна Шекарић; Драгутин Топић постаје европски шампион и јуниорски рекордер.
Године 2015. године Кошаркашки клуб освајањем титуле првака Србије долази до 600. трофеја у историји спортског друштва.

## Списак клубова
Ово је списак клубова СД Црвена звезда са датумом оснивања:
| Спорт                                             | Име клуба                          | Основан                     |
| ------------------------------------------------- | ---------------------------------- | --------------------------- |
| Фудбал                                            | ФК Црвена звезда ЖФК Црвена звезда | 1945. 2011.                 |
| Кошарка                                           | КК Црвена звезда ЖКК Црвена звезда | 1945.                       |
| Одбојка                                           | ОК Црвена звезда ЖОК Црвена звезда | 1945. 1946.                 |
| Рукомет                                           | РК Црвена звезда ЖРК Црвена звезда | 1948. 1995—2015, 2016.      |
| Ватерполо                                         | ВК Црвена звезда ЖВК Црвена звезда | 1945—2008, 2010. 2013.      |
| Атлетика                                          | АК Црвена звезда                   | 1945.                       |
| Тенис                                             | ТК Црвена звезда                   | 1946.                       |
| Веслање                                           | ВК Црвена звезда                   | 1922.                       |
| Стрељаштво                                        | СК Црвена звезда                   | 1980.                       |
| Мачевање                                          | МК Црвена звезда                   | 1946.                       |
| Шах                                               | ШК Црвена звезда                   | 1945—2000, 2012.            |
| Џудо                                              | ЏК Црвена звезда                   | 1955—1957, 1989.            |
| Бокс                                              | БК Црвена звезда                   | 1952.                       |
| Стони тенис                                       | СТК Црвена звезда                  | 1945—1951, 1980.            |
| Хокеј на леду                                     | СКХЛ Црвена звезда                 | 1946—1947, 1953.            |
| Професионални бокс, Ултимат фајт, Кјокушин каикан | УФК Црвена звезда Гинис            | 1997.                       |
| Кик-бокс                                          | КБК Црвена звезда                  | 1995.                       |
| Дизање тегова, Дисциплина снаге, Бодибилдинг      | КДТ Црвена звезда                  | 1996.                       |
| Пливање                                           | ПК Црвена звезда                   | 1946—1948, 1959.            |
| Карате                                            | КК Црвена звезда                   | 1972.                       |
| Аутомобилизам                                     | АКСК Црвена звезда                 | 1946—1998, 2016.            |
| Бициклизам                                        | БК Црвена звезда                   | 1947—1948, 1995.            |
| Скијање                                           | СК Црвена звезда                   | 1946—1970, 1989—1993, 2019. |
| Рвање                                             | РК Црвена звезда                   | 1953—1963, 2010.            |
| Куглање                                           | КК Црвена звезда                   | 1953.                       |
| Теквондо                                          | ТК Црвена звезда                   | 1994.                       |
| Клизање                                           | КК Црвена звезда                   | 1946—1947, 1993.            |
| Бриџ                                              | БК Црвена звезда                   | 1995.                       |
| Рагби 13                                          | РЛК Црвена звезда                  | 2006.                       |
| Рагби јунион                                      | БРК Црвена звезда                  | 1982.                       |
| Боулинг                                           | БК Црвена звезда                   | 2007—2014.                  |
| Флорбол                                           | ФБК Црвена звезда                  | 2008—2015.                  |
| Футсал                                            | КМФ Црвена звезда                  | 2019.                       |
| Е-спорт                                           | ЕСК Црвена звезда                  | 2017.                       |

## Најбољи спортиста и спортисткиња
Добитници годишњих награда за најбољег спортисту и спортисткињу СД Црвена звезда по избору Звездине ревије:
| Година | Спортиста                      | Спортисткиња                  |
| ------ | ------------------------------ | ----------------------------- |
| 1965.  | Владимир Цветковић (кошарка)   | Вера Јефтимијадес (мачевање)  |
| 1966.  | Драган Џајић (фудбал)          | Мирјана Раденковић (одбојка)  |
| 1967.  | Драган Џајић (фудбал)          | Снежана Зорић (кошарка)       |
| 1968.  | Драган Џајић (фудбал)          | Снежана Зорић (кошарка)       |
| 1969.  | Драган Џајић (фудбал)          | Вера Јефтимијадес (мачевање)  |
| 1970.  | Драган Џајић (фудбал)          | Вера Јефтимијадес (мачевање)  |
| 1971.  | Љубодраг Симоновић (кошарка)   | Снежана Зорић (кошарка)       |
| 1972.  | Милан Лазаревић (рукомет)      | Снежана Зорић (кошарка)       |
| 1973.  | Зоран Славнић (кошарка)        | Снежана Зорић (кошарка)       |
| 1974.  | Ненад Стекић (атлетика)        | Снежана Зорић (кошарка)       |
| 1975.  | Ненад Стекић (атлетика)        | Катарина Јовановић (шах)      |
| 1976.  | Зоран Славнић (кошарка)        | Љиљана Стојимировић (одбојка) |
| 1977.  | Ненад Стекић (атлетика)        | Софија Пекић (кошарка)        |
| 1978.  | Ненад Стекић (атлетика)        | Зорица Ђурковић (кошарка)     |
| 1979.  | Владимир Милић (атлетика)      | Вукица Митић (кошарка)        |
| 1980.  | Владимир Петровић (фудбал)     | Зорица Ђурковић (кошарка)     |
| 1981.  | Владимир Петровић (фудбал)     | Зорица Ђурковић (кошарка)     |
| 1982.  | Љубомир Љубојевић (шах)        | Јованка Марковић (одбојка)    |
| 1983.  | Ненад Стекић (атлетика)        | Милева Боринчевић (одбојка)   |
| 1984.  | Милан Калина (рукомет)         | Софија Пекић (кошарка)        |
| 1985.  | Слободан Живојиновић (тенис)   | Снежана Голубић (атлетика)    |
| 1986.  | Јовица Цветковић (рукомет)     | Дијана Иштвановић (атлетика)  |
| 1987.  | Драган Стојковић (фудбал)      | Анђелија Арбутина (кошарка)   |
| 1988.  | Драган Стојковић (фудбал)      | Анђелија Арбутина (кошарка)   |
| 1989.  | Драган Стојковић (фудбал)      | Анђелија Арбутина (кошарка)   |
| 1990.  | Драгутин Топић (атлетика)      | Анђелија Арбутина (кошарка)   |
| 1991.  | Дејан Савићевић (фудбал)       | Јасна Шекарић (стрељаштво)    |
| 1992.  | Драгутин Топић (атлетика)      | Јасна Шекарић (стрељаштво)    |
| 1993.  | Илија Ивић (фудбал)            | Гордана Богојевић (кошарка)   |
| 1994.  | Драгутин Топић (атлетика)      | Јасна Шекарић (стрељаштво)    |
| 1995.  | Игор Бутулија (рукомет)        | Јасна Шекарић (стрељаштво)    |
| 1996.  | Рајко Јокановић (одбојка)      | Станка Савчић (кик-бокс)      |
| 1997.  | Драгутин Топић (атлетика)      | Јасна Шекарић (стрељаштво)    |
| 1998.  | Миленко Топић (кошарка)        | Бојана Трајковић (кик-бокс)   |
| 1999.  | Жељко Танасковић (одбојка)     | Бојана Трајковић (кик-бокс)   |
| 2000.  | Горан Буњевчевић (фудбал)      | Јасна Шекарић (стрељаштво)    |
| 2001.  | Драган Перић (атлетика)        | Јасна Шекарић (стрељаштво)    |
| 2002.  | Немања Видић (фудбал)          | Ања Спасојевић (одбојка)      |
| 2003.  | Дејан Брђовић (одбојка)        | Јелена Јанковић (тенис)       |
| 2004.  | Марко Пантелић (фудбал)        | Јасна Шекарић (стрељаштво)    |
| 2005.  | Никола Жигић (фудбал)          | Јасна Шекарић (стрељаштво)    |
| 2006.  | Милан Гуровић (кошарка)        | Јасна Шекарић (стрељаштво)    |
| 2007.  | Драган Јовановић (кик-бокс)    | Ивана Исаиловић (одбојка)     |
| 2008.  | Томислав Докић (одбојка)       | Јасна Шекарић (стрељаштво)    |
| 2009.  | Немања Бјелица (кошарка)       | Стефана Вељковић (одбојка)    |
| 2010.  | Милош Терзић (одбојка)         | Зорана Аруновић (стрељаштво)  |
| 2011.  | Михајло Митић (одбојка)        | Зорана Аруновић (стрељаштво)  |
| 2012.  | Драган Јовановић (кик-бокс)    | Зорана Аруновић (стрељаштво)  |
| 2013.  | Андрија Прлаиновић (ватерполо) | Зорана Аруновић (стрељаштво)  |
| 2014.  | Сава Ранђеловић (ватерполо)    | Татјана Јелача (атлетика)     |
| 2015.  | Лука Митровић (кошарка)        | Зорана Аруновић (стрељаштво)  |
| 2016.  | Стефан Јовић (кошарка)         | Милица Николић (џудо)         |
| 2017.  | Немања Мајдов (џудо)           | Диана Дабетић (кик-бокс)      |
| 2018.  | Милан Борјан (фудбал)          | Милица Николић (џудо)         |
| 2019.  | Немања Мајдов (џудо)           | Сташа Веић (кик-бокс)         |
| 2020.  | Милан Борјан (фудбал)          | Андреа Стојадинов (џудо)      |
| 2021.  | Мирко Иванић (фудбал)          | Маша Јанковић (кошарка)       |
| 2022.  | Александар Катаи (фудбал)      | Бојана Дрча (одбојка)         |
| 2023.  | Немања Мајдов (џудо)           | Марица Перишић (џудо)         |

## Олимпијске медаље
| Медаља | Такмичар(и)                                                                  | Олимпијске игре      | Спорт      |
| ------ | ---------------------------------------------------------------------------- | -------------------- | ---------- |
|        | Рајко Митић, Коста Томашевић, Бранко Станковић, Љубомир Ловрић, Јосип Такач  | 1948. Лондон         | Фудбал     |
|        | Рајко Митић, Бранко Станковић, Тихомир Огњанов, Милорад Дискић               | 1952. Хелсинки       | Фудбал     |
|        | Драгослав Шекуларац, Љубиша Спајић, Владица Поповић                          | 1956. Мелбурн        | Фудбал     |
|        | Владимир Дурковић, Бора Костић, Душан Маравић                                | 1960. Рим            | Фудбал     |
|        | Владимир Цветковић                                                           | 1968. Мексико Сити   | Кошарка    |
|        | Милан Лазаревић                                                              | 1972. Минхен         | Рукомет    |
|        | Зоран Славнић                                                                | 1976. Монтреал       | Кошарка    |
|        | Зорица Ђурковић, Софија Пекић, Вукица Митић                                  | 1980. Москва         | Кошарка    |
|        | Милан Калина, Бранко Штрбац                                                  | 1984. Лос Анђелес    | Рукомет    |
|        | Рајко Жижић                                                                  | 1984. Лос Анђелес    | Кошарка    |
|        | Јовица Николић, Томислав Ивковић, Милко Ђуровски, Митар Мркела, Марко Елснер | 1984. Лос Анђелес    | Фудбал     |
|        | Бојана Милошевић, Елеонора Вилд, Анђелија Арбутина                           | 1988. Сеул           | Кошарка    |
|        | Јасна Шекарић                                                                | 1992. Барселона      | Стрељаштво |
|        | Рајко Јокановић                                                              | 1996. Атланта        | Одбојка    |
|        | Јасна Шекарић                                                                | 2000. Сиднеј         | Стрељаштво |
|        | Јасна Шекарић                                                                | 2004. Атина          | Стрељаштво |
|        | Стефан Јовић, Марко Симоновић, Владимир Штимац                               | 2016. Рио де Жанеиро | Кошарка    |
|        | Дејан Давидовац, Огњен Добрић, Урош Плавшић                                  | 2024. Париз          | Кошарка    |
|        | Владимир Мишовић                                                             | 2024. Париз          | Ватерполо  |

## Навијачи
Од самог заснивања клуба најистакнутије личности нашег друштва биле су често виђене на утакмицама на Малом Калемегдану. Популарност је расла са сталним успесима како кошаркашког клуба, али пре свега фудбалског клуба. Црвена звезда је српски клуб са највећим бројем навијача према већини истраживања која су спроведена у Београду, а и на територији читаве Србије. Навијачи Црвене звезде се називају Делије. Ова навијачка група настала је уједињењем дотадашњих мањих навијачких група 7. јануара 1989. године.
Навијачи Црвене звезде и Олимпијакоса развили су дубоко пријатељство. Навијачи оба тима су себе назвали „Православна браћа“ („Orthodox Brothers“). У ову братску унију навијача касније су се укључили и навијачи Спартака из Москве.

### Познати навијачи
- Књижевници: Иво Андрић, Милош Црњански, Меша Селимовић, Момо Капор, Љубивоје Ршумовић, Матија Бећковић, Милован Витезовић[11]
- Глумци: Северин Бијелић, Миодраг Петровић Чкаља, Павле Вуисић, Власта Велисављевић, Љуба Тадић, Бранислав Цига Јеринић, Бата Живојиновић, Ташко Начић, Никола Симић, Данило Бата Стојковић, Ружица Сокић, Милена Дравић, Петар Краљ, Драган Николић, Иван Бекјарев, Јосиф Татић, Милан Гутовић, Бранко Цвејић, Предраг Мики Манојловић, Драган Јовановић, Небојша Глоговац, Милош Биковић[11][12]
- Музичари: Ђорђе Марјановић, Предраг Гојковић Цуне, Предраг Живковић Тозовац, Тома Здравковић, Мики Јевремовић, Иван Тасовац, Душан Прелевић Преле, Бора Ђорђевић, Ђорђе Балашевић, Момчило Бајагић Бајага, Кики Лесендрић, Џеј Рамадановски, Никола Роквић[11]
- Политичари: Владимир Дедијер, Слободан Пенезић Крцун, Бранко Пешић, Борисав Јовић, Слободан Милошевић, Војислав Коштуница, Вук Драшковић, Зоран Ђинђић, Војислав Шешељ, Небојша Човић, Горан Весић, Александар Вучић, Чедомир Јовановић[11][13]